# Atherosperma muticum
Atherosperma muticum là một loài thực vật có hoa trong họ Atherospermataceae. Loài này được Gand. miêu tả khoa học đầu tiên năm 1919.